# Облава
Облава — способ охоты, при котором зверей, а иногда и птиц, выгоняют (выпугивают) на места, где стоят охотники. Организацией облавы руководит опытный охотник, который определяет местонахождение зверя, расставляет стрелков в местах вероятного хода (лаза) зверя и направляет загонщиков. Облава широко применяется при охоте на лисиц, волков, медведей и других хищников. Также, под облавой понимается комплекс мероприятий, проводимых специальными подразделениями правоохранительных органов для оцепления местности с целью поимки преступников, а также противодиверсионными (карательными) подразделениями вооружённых сил для поимки или уничтожения партизан и десантников.

## В охотничьем деле

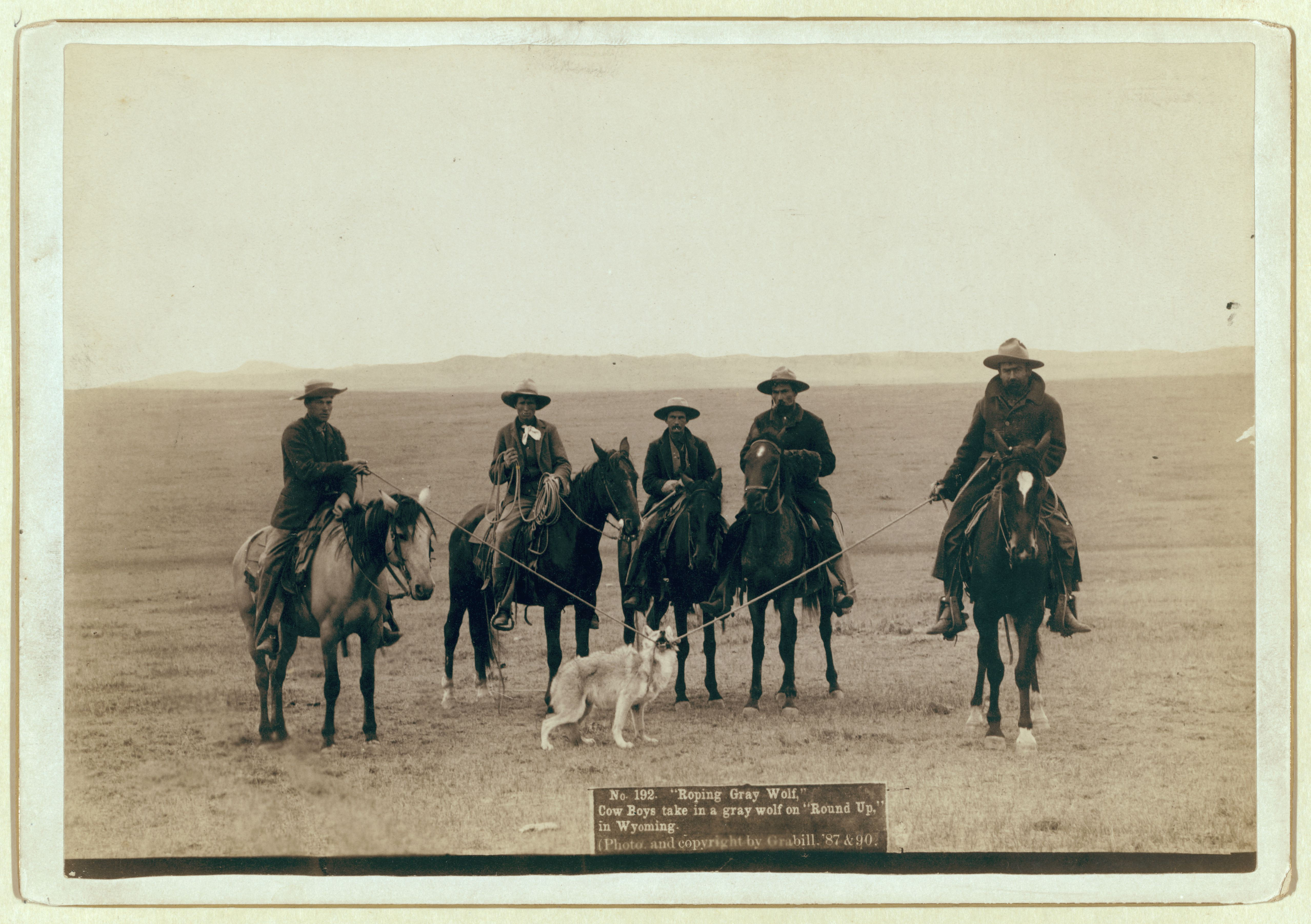
Североамериканские ковбои обложили и взяли волка живьём. Вайоминг, 1887.

Облавная охота практикуется тогда, когда зверь уже стронут с берлоги и вновь обложен. Этот способ охоты зачастую применяется в начале зимы, когда зверь ещё не облежался. Это массовая охота, в которой обычно принимает участие большое количество людей. Для координации действий охотников требуется опытный руководитель, которому все участники облавы должны беспрекословно подчиняться.
Недалеко от предполагаемой берлоги зверя располагается оклад – построение охотников в определённом порядке, чтобы иметь возможность подстрелить зверя. Своей формой оклад должен напоминать треугольник, в котором вершиной являются стрелки, а основанием – загонщики. По бокам треугольника располагаются так называемые молчуны, задача которых заключается в том, чтобы не выпустить зверя из оклада и принудить его идти на стрелков.
Стрелки, в свою очередь, располагаются в местах наиболее вероятного выхода зверя. Обычно это там, где имеется его входной след. Встав на огневую позицию и взяв ружьё на изготовку, стрелки должны принять статическую позицию на месте, не переговариваться друг с другом и совершенно не двигаться, чтобы подпустить зверя как можно ближе к себе.
По сигналу руководителя облавы загонщики начинают двигаться в сторону стрелков, производя как можно больше шума. Здесь могут пригодиться лайки, которые обязательно поднимут зверя. Задача стрелков в такой охоте – подпустить зверя на расстояние верного выстрела и, прицелившись, бить наверняка. Стрелкам, как и другим участникам облавы, следует помнить о том, что свою позицию во время облавы покидать без разрешения руководителя охоты нельзя. Исключением можно считать лишь помощь раненому товарищу. Также, в любой охоте, особенно на крупного зверя, следует запомнить главное правило – нужно стремиться скорее добить зверя: раненый, он звереет и может напасть на охотников.

## В борьбе с преступностью  и ввоенном деле

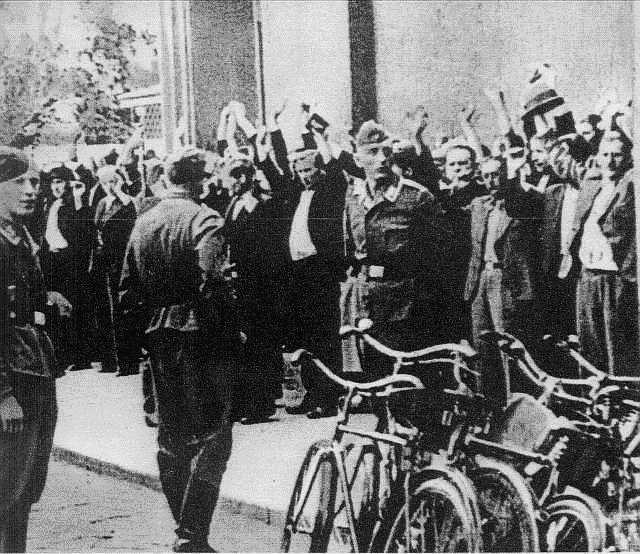
Немецкие оккупанты в ходе облавы («лапанки») на мирное население оккупированной Польши

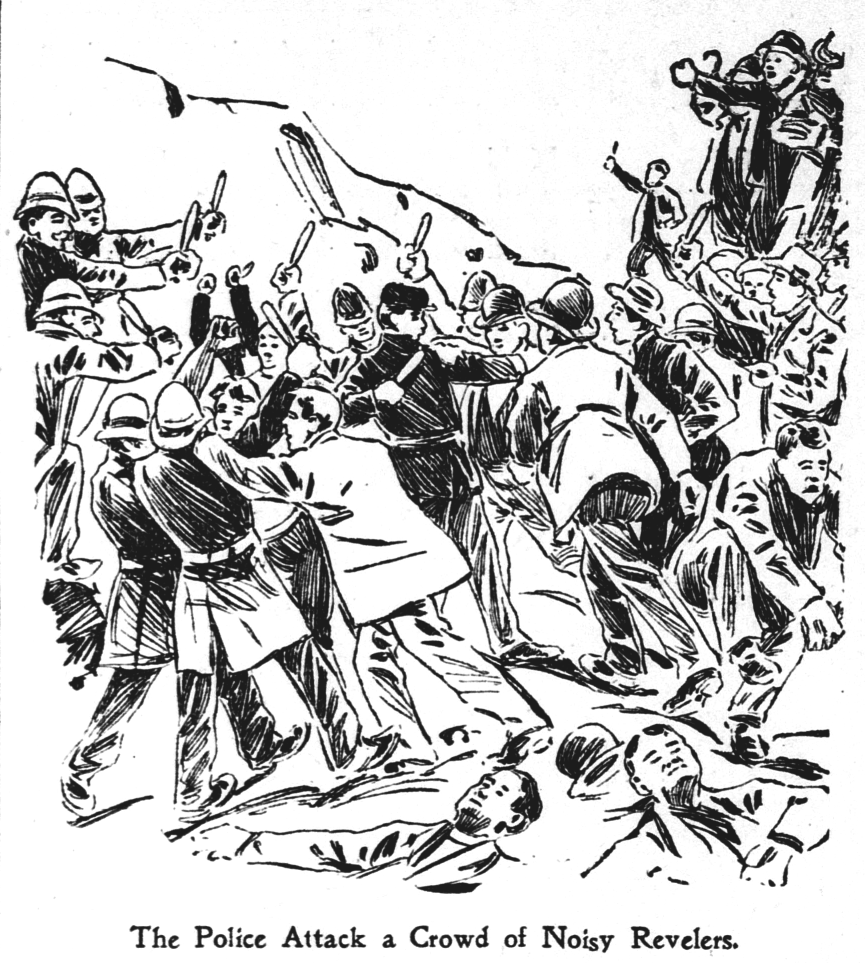
Газетная каррикатура конца XIX века, изображающая полицейскую облаву на ирландский паб в Сан-Франциско.

Включает в себя следующие элементы (стадии): Охват, окружение, отсечение, оцепление и замыкание кольца с последующими: а) переговорами (с последующей добровольной сдачей), или б) силовым захватом объекта, либо в) уничтожением объекта, в случае если приказа взять живым не поступало, а сложившаяся обстановка создаёт угрозу для жизни граждан. Отдельные варианты действий также рассматриваются и отрабатываются на случай прорыва оцепления (особенно актуально в случаях задержания особо опасных рецидивистов в мирное время в ходе полицейских операций, или уничтожения десантников в ходе армейских операций), либо внезапного изменения обстановки (захват заложников, угроза самоподрыва и т. п.).
В ходе облав, как полицейских, так и армейских, в усиленном составе задействуются сотрудники и личный состав, и активно применяются спецсредства (например, свето-шумовые и газо-дымовые средства в полицейских операциях, или боевые отравляющие вещества и термобарические боеприпасы в армейских операциях) и спецтехника (в армейских операциях — бронетехника), средства индивидуальной и коллективной бронезащиты, портативные радиостанции, громкоговорители, служебные собаки и прочие силы и средства. Могут привлекаться снайперы (в армейских операциях также огнемётчики).
Следует отметить, что любой облаве предшествует длительный процесс накопления, проверки, анализа и уточнения информации. Другими словами, облавы практически никогда не производятся вслепую, без «наводки». В противном случае, руководящий сотрудник розыска, рискует отвлечь значительные людские ресурсы впустую. Агентурная информация, а также сведения полученные от штатных и внештатных осведомителей, а равно и просто бдительных граждан существенно облегчают работу разыскников.
По сравнению с полицейскими облавами, армейские облавы на оккупированной территории проводятся более часто, потому процесс получения и обработки информации в среднем проходит быстрее чем в мирное время. Риск промаха нивелируется за счёт привлечения военнослужащих, которые не имея других служебных обязанностей могут быть задействованы на неограниченное время и приведены в готовность к операции в кратчайшие сроки, по сравнению со штатными сотрудниками органов внутренних дел, следователями и разыскниками, которые могут иметь до полусотни уголовных дел в производстве (а иногда и более), и множество других обязанностей.
В годы Великой Отечественной войны немецко-фашистские захватчики, в особенности войска СС, накопили богатый опыт антипартизанской и противодесантной войны. В ходе оккупации тщательно отработали взаимодействие подразделений Вермахта и СС с местными коллаборационистами («полицаями») и внедрённой агентурой. Немецкая аккуратность и основательность в исследовании методов войны, несомненно, повлияли на потери среди советских партизан, однако, и сами партизаны приобрели опыт противодействия контрпартизанской тактике СС, который, тем не менее, не был в достаточной степени учтён советскими военными специалистами и учёными, и постепенно утрачен.

## В кинематографе
Полицейские и военные облавы и просчёты в их организации довольно правдоподобно изображены в российских фильмах . В телефильме «Место встречи изменить нельзя» показаны две облавы и одна засада, во время которых оперативниками совершены довольно типичные ошибки, в результате чего во всех трёх случаях одному и тому же преступнику удаётся скрыться. В первом случае, в операции среди прочих задействован молодой неопытный разыскник Володя Шарапов, столкнувшись с которым, опасный рецидивист Фокс, под видом офицера-фронтовика войдя к нему в доверие и усыпив его бдительность уходит с места облавы, что чуть было не стоило оперативнику жизни. Во втором случае, во время облавы в ресторане, опознанному Фоксу опять удаётся бежать из ресторана через стеклянную витрину, воспользовавшись отсутствием выставленного по периметру оцепления.
В кинофильме «В августе 44-го…» показана военная облава на группу немецко-фашистских диверсантов, прячущихся в лесу. Сотрудниками СМЕРШа получен приказ во что бы то ни стало взять диверсантов живыми. В операции, помимо сплочённого коллектива разыскников, задействован сотрудник из смежной организации — военной комендатуры — помощник военного коменданта капитан Аникушин. Неудачное расположение сотрудников на месте предполагаемой облавы неизбежно ведёт к перекрёстному огню, в результате чего офицер комендатуры гибнет сам и попутно ставит под риск провала операцию по захвату вражеских агентов.